# Metepeira comanche
Metepeira comanche là một loài nhện trong họ Araneidae.
Loài này thuộc chi Metepeira. Metepeira comanche được Herbert Walter Levi miêu tả năm 1977.